# Actinote servona
Actinote servona is een vlinder uit de familie van de Nymphalidae. De wetenschappelijke naam van de soort is voor het eerst geldig gepubliceerd in 1819 door Jean-Baptiste Godart.

## Ondersoorten
- Actinote servona servona
- Actinote servona kenya (Van Someren & Rogers, 1926)
- Actinote servona limonata (Eltringham, 1912)
- Actinote servona orientis (Aurivillius, 1904)
- Actinote servona rhodina (Rothschild & Jordan, 1905)
- Actinote servona subochreata (Grünberg, 1910)
- Actinote servona tenebrosa (Eltringham, 1912)